# Vittorio Paltrinieri
Vittorio Paltrinieri (Milano, 10 febbraio 1924 – Milano, 28 febbraio 2018) è stato un compositore, pianista e cantante italiano.
Come compositore ha usato a volte lo pseudonimo Vitros. Ha iniziato la sua carriera vincendo un concorso in Rai come cantante-pianista e viene subito scritturato dall’orchestra Kramer della Rai. Lo chiamavano la ‘Voce che Sorride’ per il bellissimo timbro inconfondibile e melodioso della sua voce. Per molti anni fu voce radiofonica insieme a Natalino Otto, Flo Sandon's, Alberto Rabagliati, il Quartetto Cetra, etc... La sua lunghissima carriera lo vide impegnato in numerose tournée in Italia e all’estero soprattutto in Spagna e Portogallo dove cantò e suonò con l’Orchestra Vittorio Paltrinieri anche per il re Umberto I. È noto per aver composto, orchestrato e cantato varie colonne sonore e pubblicità negli anni d’oro di Carosello. È stato il primo in Italia ad aver registrato su multipiste voci sovrapposte, da lui arrangiate e cantate. Ha collaborato con numerosissimi artisti tra cui Giorgio Gaber, Lelio Luttazzi, il Maestro Bruno Canfora, Pino Calvi, Gianni Ferrio, Roberto Pregadio, Mina, Milva, Gino Bramieri, Walter Chiari (suo caro amico d’infanzia) Raimondo Vianello e Sandra Mondaini e tanti altri. Ha scritto le musiche per ‘Un dito nell’occhio’ collaborando svariati anni con Dario Fo e Franca Rame. Nel 1966 ha composto le musiche originali delle Fiabe sonore compresa la mai dimenticata sigla A Mille ce n’è. Negli anni ‘70 fonda Fonoplay, sala di registrazione dove si recavano a registrare musicisti della Rai e della Scala. Ha collaborato molti anni con la Televisione Svizzera realizzando tutte le musiche del programma per bambini ‘Cappuccetto a Pois’. Ha collaborato fin dagli esordi con Maria Perego per realizzare le musiche e le registrazioni audio di Topo Gigio. Per lui ha anche scritto alcune canzoni: Il trabalero, Il ballo del callo e Un pupazzo un po' pazzo. Ha realizzato ogni anno dagli anni ‘60 sino agli anni ‘70 le Cover per Sanremo. Negli anni ‘80 è stato richiesto ospite in varie trasmissioni televisive, continuando a comporre per realizzare colonne sonore pubblicitarie. Negli anni ‘90 con etichetta New Day realizza due CD ‘Sogno Romantico’ e ‘Fra le Nuvole’ creando la ‘Magic Simphony Orchestra’ e scrive tutte le orchestrazioni, registra da solo tutti gli strumenti, la voce solista e i cori. Ha collaborato con Mel Brooks che si è recato in Fonoplay per la realizzazione di alcune musiche. È stato più volte artista ospite al Costanzo Show per Buona Domenica in veste di cantante-pianista dirigendo il gruppo Jazz ‘Social Club’. All’età di 82 anni realizza il suo ultimo Cd ‘La mia Musica e le mie Voci‘. Il 7 Dicembre 2012 al Teatro Dal Verme di Milano gli viene insignita la Benemerenza Civica Ambrogino d'oro alla carriera e per la Composizione delle musiche originali delle Fiabe Sonore dal Sindaco di Milano Giuliano Pisapia. Nel 2016 all'età di 92 anni fa l’ultima apparizione televisiva da Magalli su Rai 1 in cui ha cantato con l’Orchestra di Demo Morselli ‘Abbassa la tua radio per favore...’.

## Discografia
Vittorio Paltrinieri ha al suo attivo circa 2000 dischi registrati come cantante solista e pianista presso la Fonit Cetra